# Катросо
Катросо — село в Тляратинском районе Дагестана. Входит в состав сельского поселения сельсовет Чадаколобский.

## География
Расположено в 9 км к северу от районного центра — села Тлярата, на реке Сараор.

## Население
| 1869 | 1888 | 1895 | 1926 | 1939 | 1970 | 1989 |
| ---- | ---- | ---- | ---- | ---- | ---- | ---- |
| 84   | ↗123 | ↘117 | ↘46  | ↗67  | ↗89  | ↗98  |
| 2002 | 2010 | 2021 |      |      |      |      |
| ↗151 | ↘83  | ↗123 |      |      |      |      |